# Zadilśke
Zadilśke – wieś na Ukrainie w rejonie wołowieckim należącym do obwodu zakarpackiego.